# Чалбаш, Рустем Меметович
Русте́м Меме́тович Чалба́ш  (крымскотат. Rustem Memet oğlu Çalbaş; род. 27 сентября 1929, Симферополь, Крымская АССР, СССР) — научный работник, кандидат биологических наук (1963), лауреат Государственной премии СССР (1981), лауреат премии Бируни УзССР (1971), дважды награждён бронзовыми медалями ВДНХ.

## Биография
Родился в г. Симферополе. В 1955 году окончил сельскохозяйственный институт имени В. В. Куйбышева. Во Всесоюзном научно-исследовательском институте каракулеводства (ВНИИК) заведовал лабораторией (1970), затем работал заведующим отделом пастбищных ресурсов (1978).

### Научная деятельность
Основное направление исследований — разработка научных основ технологий обогащения пустынных и полупустынных пастбищ интродуцированными кормовыми растениями из дикорастущей флоры. 72 опубликованные научные работы, в том числе: соавтор монографии, рекомендации по агротехнике улучшения пастбищ в пустыне, семеноводство перспективных пустынных кормовых растений.
Имеет 7 удостоверений и авторских свидетельств выданных Комитетом по делам изобретений и открытий Совета Министров СССР.
- Удостоверение № 33223 — Водный режим некоторых пастбищных растений пустыни Карнаб-Чуль.
- Удостоверение № 33224 — Подбор кормовых культур и разработка агротехники возделывания их в условиях полынно-эфемеровой пустыни Узбекистана без применения орошения.
- Удостоверение № 46676 — Водный режим пустынных сероземов и роль различных способов обработки почвы и накопления влаги.
- Удостоверение № 46490 — Особенности формирования корневой системы изеня при возделывании на различных по физико-химическому составу почвах пустынь и полупустынь Узбекистана.
- Авторское свидетельство № 3489 на сорт прутняка «Карнабчульский».
- Авторское свидетельство № 3490 на сорт прутняка «Пустынный».
- Авторское свидетельство № 3491 на сорт кейреука «Первенец Карнаба».

## Награды
- Государственная Премия СССР (1981)
- Премия Беруни УзССР (1971)
- Бронзовая медаль ВДНХ (1968, № 16125)
- Бронзовая медаль ВДНХ (1978 № 6048)
- «За доблестный труд» (1970)
- Медаль «За трудовую доблесть» (1978)
- Медаль «Ветеран труда» (1984)
- Медаль «60 лет Победы в Великой Отечественной войне 1941—1945 гг.» (Украина) (2005)
- Ветеран войны нагрудный знак (Украина)